# María Miró
María Miró González (Gran Canaria) es una fotógrafa y directora de cine española.

## Trayectoria
Miró comenzó su carrera trabajando en documentales como parte del Colectivo de Cine de Madrid a finales de la década de 1970, trabajando con Tony Calabuig como foto fija en el rodaje de la película de 1975 La ciudad es nuestra. Como asistente de dirección trabajó en Tras el mostrador (1980), y como editora en Asesinato en el Comité Central de 1982, El pico y El fascista, doña Pura y el follón de la escultura ambas de 1983. En esta época también trabajó en edición de fotografía con Vicente Aranda y Eloy de la Iglesia.
En 1983, empezó a trabajar para Televisión Española en Cataluña para la que hizo trabajos como asistente de dirección y segunda unidad en algunos episodios de Planeta Imaginari (1985) en los episodios Letras, Día y Noche, y Andersen. Trabajó para el Instituto Canario de la Mujer haciendo videospot sobre violencia de género.
En 2013, el documental Cayuco fue seleccionado para ser exhibido en el Festival Cine de Inmigración de Agadir. Ha participado en el ciclo 'Encuentros con directores de cine' de la Fundación Unicaja y en el Festival de Cine Africano de Tarifa-Tánger.

## Filmografía
Su primera película como directora fue Los aportes de los surrealistas al cine moderno, un encargo del Centro Atlántico de Arte Moderno (CAAM), para rescatar las vinculaciones y contactos que algunos artistas surrealistas tuvieron con Canarias.
En 1995 escribió y dirigió Los baúles del retorno, su primer largometraje de ficción. Tras esta película se dedicó a la escritura, la fotografía, la publicidad y a la creación de documentales de carácter institucional. Su siguiente obra fue el documental Cayuco (2007), el cual dirigió gracias a un llamado de la Viceconsejería de Asuntos Sociales del gobierno canario, a partir de una subvención al Centro Europeo de Estudios sobre Flujos Migratorios. Este documental tiene como objetivo difundir y concienciar sobre el fenómeno de la migración africana a las islas.

## Premios y reconocimientos
Su película Los baúles del retorno (1995) fue galardonada como mejor película en el Festival de Cine de Mujeres en 1994. 